# Köttlitz (Trausnitz)
Köttlitz ist ein Ortsteil in der Gemeinde Trausnitz im Landkreis Schwandorf.

## Geographie
Das Dorf Köttlitz liegt etwa 25 km westlich der Landesgrenze zu Tschechien im mittleren Oberpfälzer Wald, rund 1 km westlich der Ortschaft Trausnitz auf einer Höhe von 540 Metern. Der Ort ist über die Kreisstraße SAD 30 zu erreichen.

## Geschichte

### Slawische Besiedlung
Slawische Ortsnamen wie Gleiritsch, Hohentreswitz, Söllitz, Köttlitz oder Trefnitz belegen eine frühe Besiedlung der Gegend um die Pfreimd. Aus dem Osten einsickernde slawische Siedler trafen auf aus dem Süden nordwärts vordringende Bajuwaren. In einer weiteren Siedlungsphase, deren Schwerpunkt im 10. Und 11. Jahrhundert lag, entstanden eine Reihe von „dorf“-Orten wie Pamsendorf, Fuchsendorf, Pischdorf oder Altendorf, denen „richt“-Orte und „ried“-Orte wie Trichenricht, Lampenricht oder Zeinried folgten. Der slawisch klingende Ortsname Trausnitz gehört nicht zu diesen frühen Siedlungsnamen. Er bezog sich anfänglich nur auf die Trausnitz und ist als „Traußnit, Trausniht, Trausnicht oder Truwesnicht“ in den Akten zu finden. Das Dorf hatte bis gegen Ende des 14. Jahrhunderts den Namen Sächsenkirchen oder Sessenkirchen, der Name der Burg ging auf das Dorf über und es entstand der Name Trausnitz.

### Ortschaft Köttlitz
1326 nennt eine Aufzeichnung den Namen „Choeteltz“ (= Köttlitz) im Zusammenhang mit Trausnitz im Thal. Die Steuerbeschreibung des Pflegamts Nabburg aus dem Jahre 1630 berichtet in „Khöttlitz“ von 1 Hof und 2 Gütern. 1714 kaufte Thomas Freiherr von Quentel das Landsassengut Trausnitz. Eine Auflistung aus dieser Zeit berichtet von 2 Familien in Köttlitz. In der Herdstättenbeschreibung des Pflegamts Nabburg aus dem Jahre 1721 geht hervor, dass „Köttliz“ 3 Anwesen, 3 Häuser und 3 Feuerstätten hatte.

## Steuerdistrikt und Gemeindebildung
Das Königreich Bayern wurde 1808 in 15 Kreise eingeteilt. Diese Kreise wurden nach französischem Vorbild nach Flüssen benannt (Naabkreis, Regenkreis, Unterdonaukreis usw.). Die Kreise gliederten sich in Landgerichtsbezirke. Die Bezirke wiederum sollten in einzelne Gemeindegebiete eingeteilt werden. 1811 wurde das Landgericht Nabburg in 58 Steuerdistrikte eingeteilt. Einer davon war Trausnitz, „bestehend aus den Dörfern Trausnitz mit dem von Kargschen Schloss und Köttlitz, den Einöden Kaltenthal und Ödmühl, der gutsherrlichen Waldung von Stein, die Sölzer und Kotlitzer Dikigt genannt, der gutsherrlichen Waldung von Hohentreswitz, das Wasserholz genannt, sowie dem Anzerholz“. Der Distrikt zählte insgesamt 94 Häuser mit 629 Einwohnern. Im gleichen Jahr gab es im Landgericht Nabburg 22 Obmannschaften, was im heutigen Sinn einer Gemeinde entspricht. Zur Obmannschaft Trausnitz gehörten Trausnitz, Kaltenthal, Fuchsendorf, Köttlitz, Atzenhof, Schweizerbach, Bornmühle und Ödmühle. Im Jahre 1828 gab es in Köttlitz, das zur Gemeinde Söllitz gehörte, 12 Wohngebäude mit 12 Familien und 87 Einwohnern.

## Eingliederung in die Gemeinde Trausnitz
Am 1. Mai 1978 wurde die Gemeinde Söllitz, zu der Köttlitz gehörte, aufgelöst und in die Gemeinde Trausnitz eingegliedert.

## Bilder

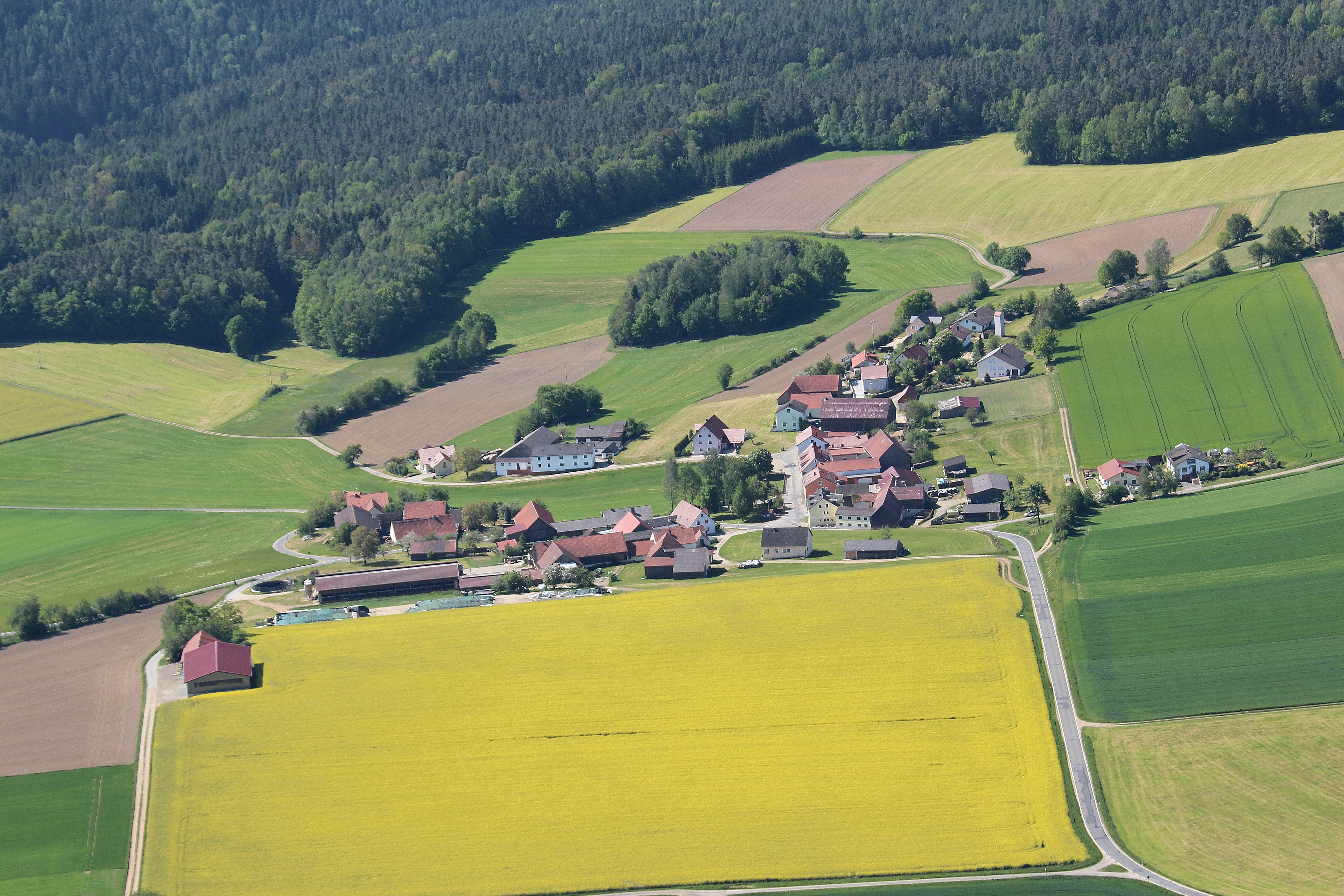
Köttlitz (2016)
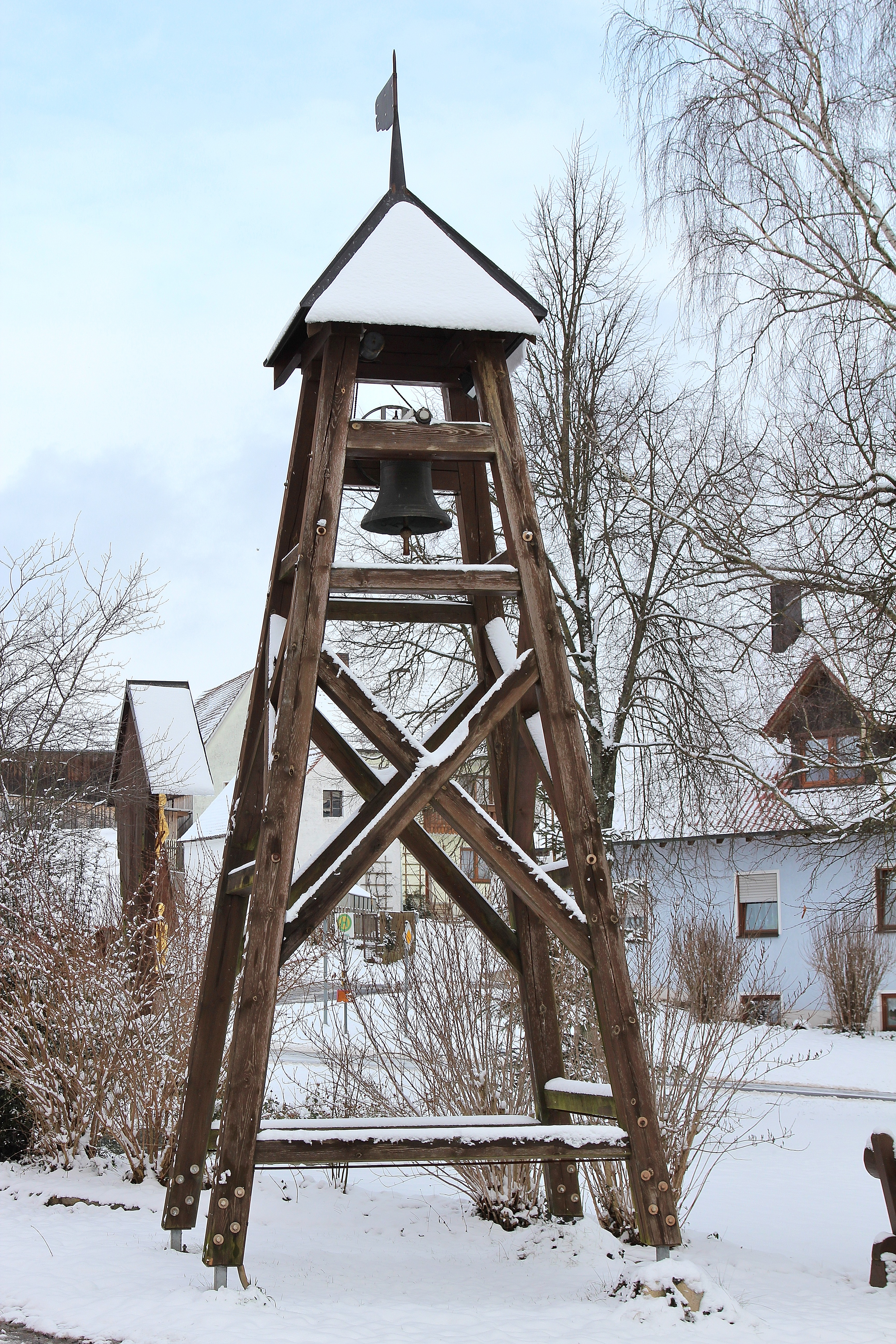
Glockenturm (2016)
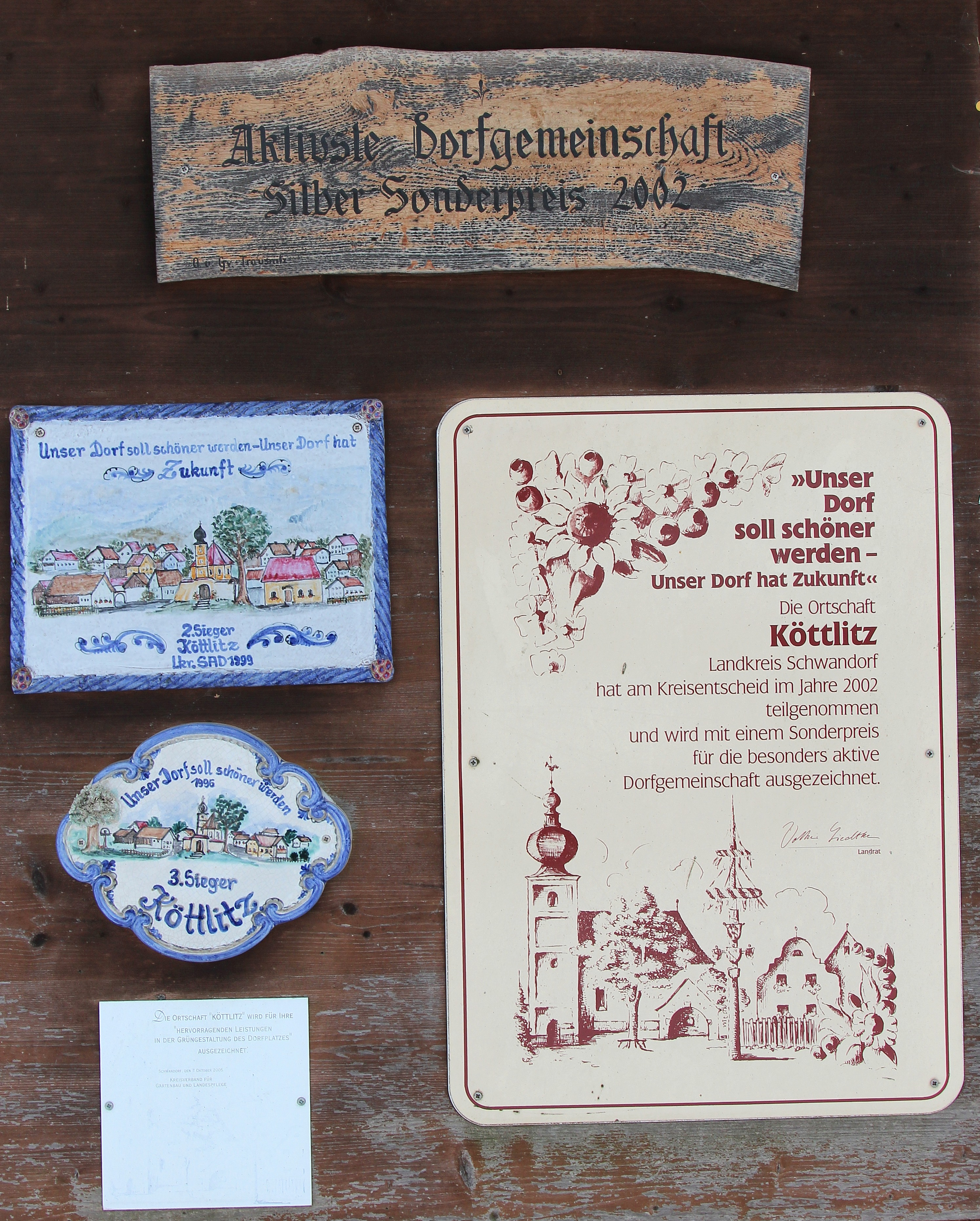
Aktive Dorfgemeinschaft